# Longithorax fuscus
Longithorax fuscus är en kräftdjursart som beskrevs av Hansen 1908. Longithorax fuscus ingår i släktet Longithorax och familjen Mysidae. Inga underarter finns listade i Catalogue of Life.